# ポンペイ島

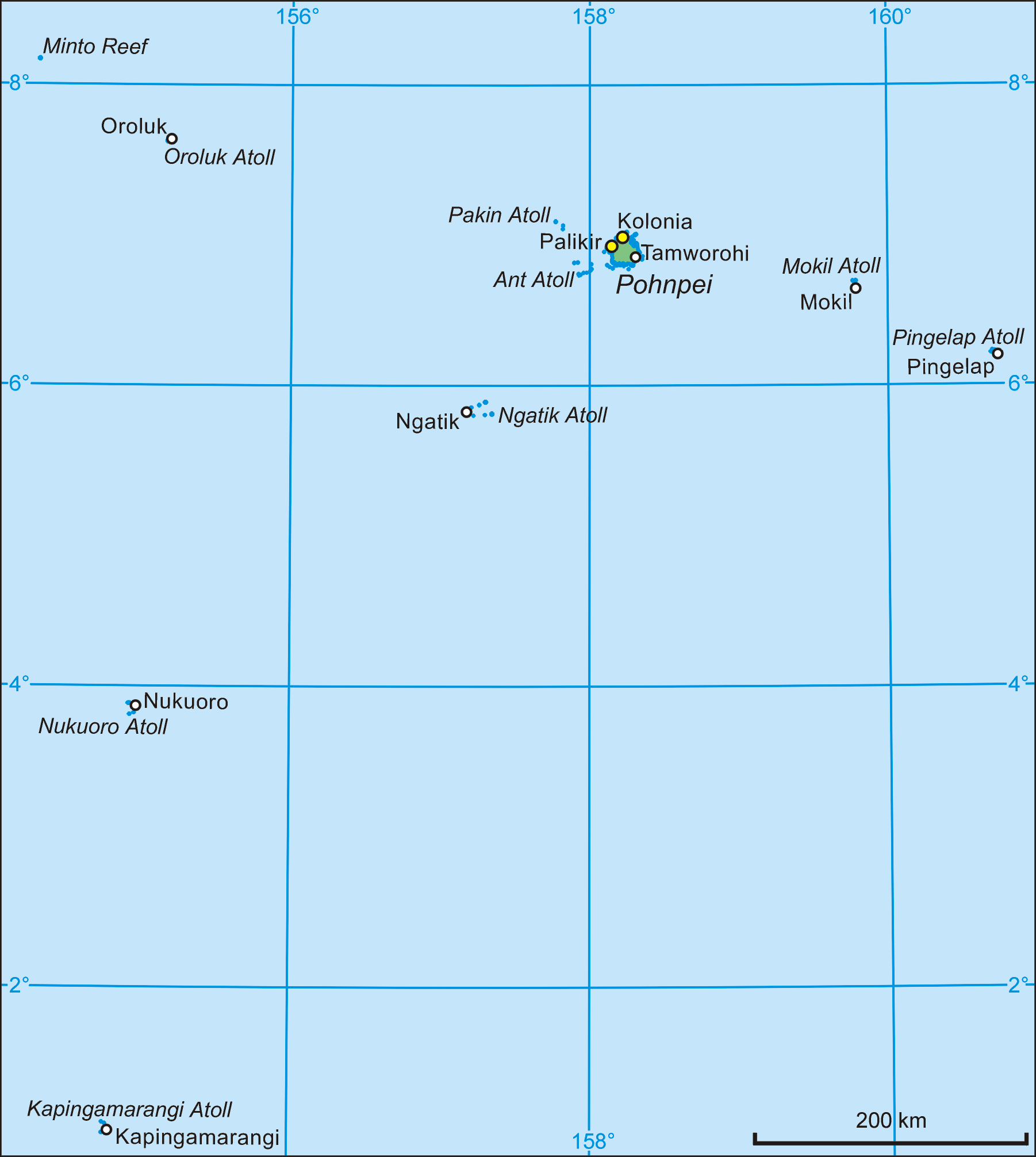
ポンペイ州地図

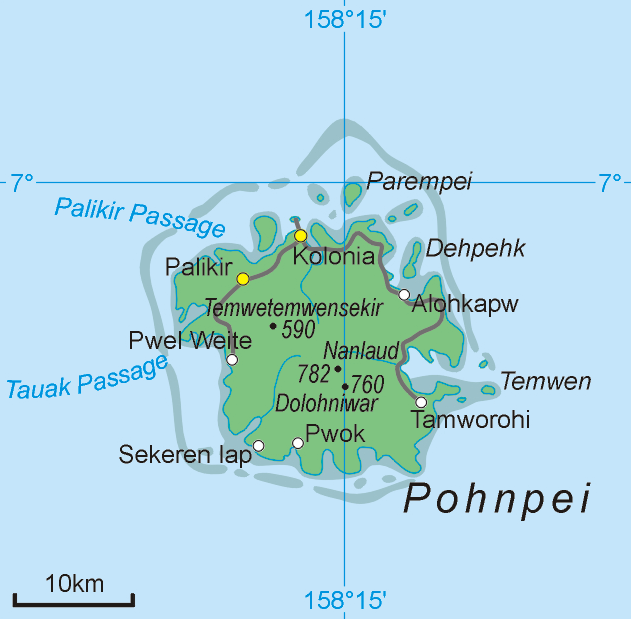
ポンペイ島地図

ポンペイ島（ポンペイとう、Pohnpei）は、西太平洋、カロリン諸島にある島。ミクロネシア連邦のポンペイ州に属し、同連邦の首都パリキール (Palikir) の所在地である。ミクロネシア連邦による独立まではポナペ島と呼称された。ポンペイとはポンペイ語で「石積み (pehi) の上に (pohn) 」という意味。ポーンペイ島とも呼ばれる。池澤夏樹の短編集「南の島のティオ」の舞台はこの島がモデルである。

## 地理
北緯6度54分、東経158度14分に位置し、グアム島の東南東約1,700kmに相当する。平均直径約24kmの東西にやや長い円形の島で、海岸線は入り組んでいる。周囲は堡礁が発達しており、ラグーン内の25の小島と共に島のほぼ全周を囲んでいる。面積は330平方kmでミクロネシア連邦最大の島であり、ミクロネシア全体の中でもグアム島とバベルダオブ島に次いで3番目に大きな島である。地質時代の火山島に由来し、最高峰は島のほぼ中央に位置する標高798mのナーナラウト山（Nahnalaud、大きな山の意）で、ミクロネシア連邦の最高峰でもある。その他にそのすぐ南にあるギーネニ山（Ngihneni、霊魂の歯の意）791mなどの山々が中央部に聳える。後述のように雨が多いために40本あまりの川があり、島の至るところに滝が見られる。ケプロイ滝、ナンピル川のリトゥトゥーニヤップ滝が有名である。
本島の海岸線はほとんどがマングローブ林であり、白砂の天然ビーチはポンペイ島には存在しない。島の南西約10kmにはアンツ環礁 、北西約30kmにはパキン環礁がありダイビングスポットである。
熱帯雨林気候であり、年間を通して平均気温がほぼ27-28℃、一日の最低気温が23℃、最高気温が31℃程度である。海岸部のコロニアでの平均年降水量は4,900mm、降水日は平均304日である。世界第一位とされる、太平洋のマッコーリー島の降雨日数、平均307日に続いて世界第二位とされ、世界的にも屈指の多雨地域である。内陸部では年降水量9,000-10,000mmに達すると言われている。1月から3月にかけてやや降雨量が少なくなるものの、一年を通じ満遍なく降雨があり蒸し暑い。湿度は通年78-91%である。7月から11月は東または南東寄り、12月から3月には北東寄りの貿易風が卓越する。7月から10月にかけての台風の発生地域であるが、大きく発達して接近することは少ないので甚大な被害は稀である。
人口は2021年の調査で36,832人。コロニア (Kolonia) 、ネッチ (Nett) 、ウー (U) 、マタラニウム (マトレニーム) (Madolenihmw) 、キチー (Kitti) 、ソケース（ショケーシュ、ショカーシ） (Sokehs) の6つの地区に分かれている。最も大きな市街地はコロニアにあり、1989年までここが連邦の首都であった。州都は2021年現在もコロニアである。なお、ヤップ州の州都もコロニアというが、そちらはColoniaと綴る。首都パリキールはコロニアから南西に約8km離れたソケース地区にある。小高い丘陵を切り拓いて作られた人工の街である。
時差は協定世界時(UTC)+11時間で、日本に比べて2時間早い。

## 歴史

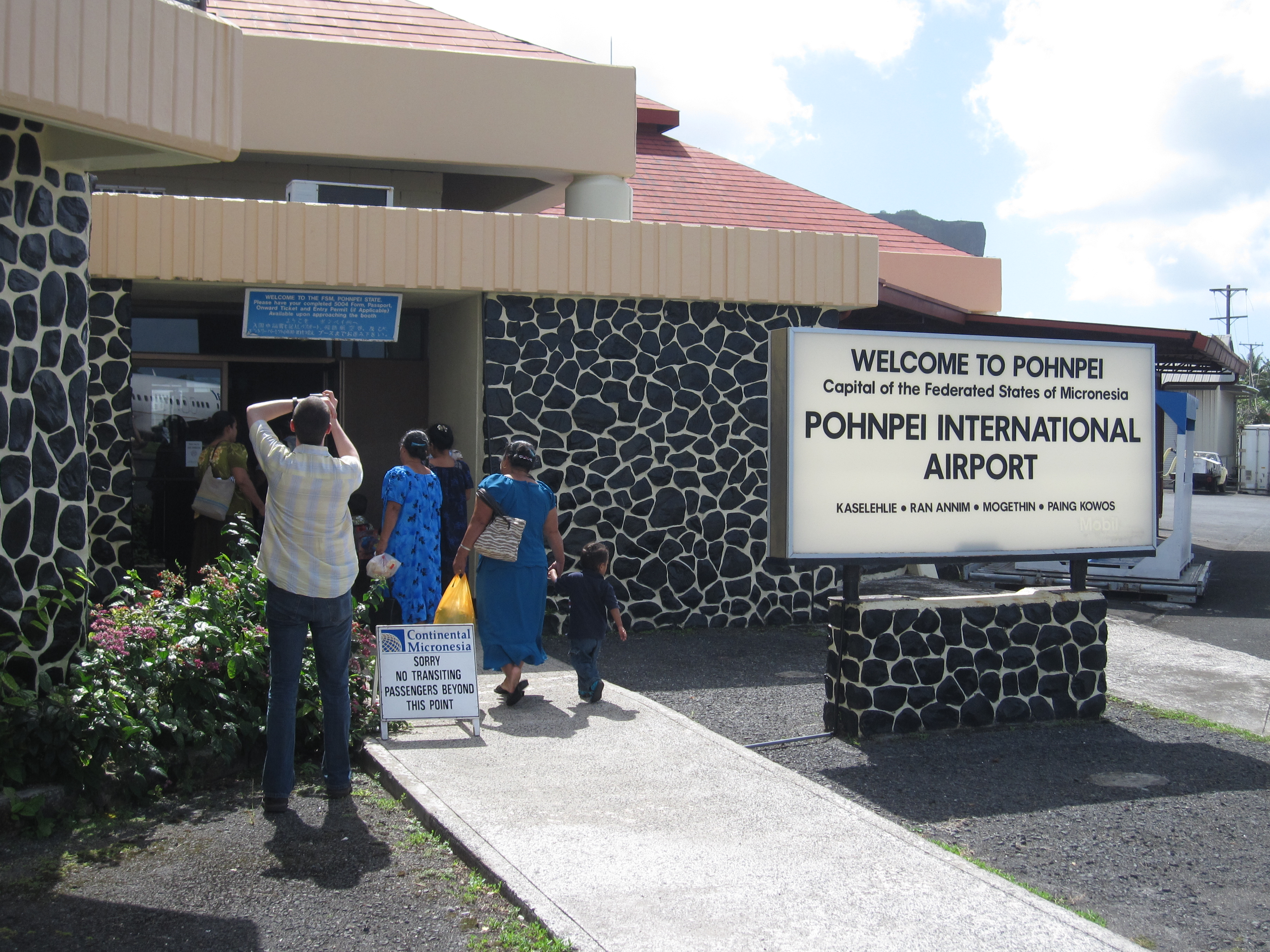
ポンペイ国際空港

他の東カロリン諸島の島々と同様に、ポンペイ島の最も古い住人は、紀元前1000年頃にメラネシアから航海して移住した人々と考えられている。島の南東部マタラニウムにあるナンマトル遺跡周辺では紀元前後の頃の居住跡が見出されている。
その後、紀元500年頃からナンマトルが建造され始め、1200年頃から1600年頃まで同地で
シャウテレウル王朝が栄えた。その後はネッチ、ウー、マタラニウム、キチ、ソケースの五つの王国 (wehi) に分かれて、それぞれがナンマルキと呼ばれる首長系統、およびナニケンと呼ばれる副首長系統によって治められてきた。ナンマルキ等の位階の制度は現在も続いており、各首長はそれぞれの地区で今日も権勢を有している。
1528年、1529年の二度にわたり、スペインのサーベドラがフロリダ号を率いて太平洋を横断する際に、この海域の北緯6度ないし7度で島を目撃しており、これがポンペイ島またはその周囲の島に関するヨーロッパ人の最初の記録と考えられる。確実な記録は1595年のサン・ヘロニモ号によるスペインのキロスの来訪であり、彼は上陸しなかったもののポンペイ島に多数の住民の居住していることや、西隣のアンツ環礁についても記録している。
1565年のスペインの太平洋領有宣言、1668年の同国のグアム島占有施策開始の後も、スペインの実効的支配はポンペイをはじめ他の東カロリン諸島には及ばなかった。島はそれ以後もヨーロッパの航海者に何度か記録されるが、最初の上陸の記録は不明である。
19世紀初めからは、島は捕鯨船や商船の補給地として用いられ、数多くのヨーロッパ、アメリカの船が訪れ始めた。1830年代前半には年間5隻程度の来訪だったのが、1855年には年間100隻を超えている。これらの来航は島民との間に摩擦を生じることもあった。特に1836年のファルコン号事件ではマタラニウムの首長をはじめ、多数の住民の死者を出した。
更に船員達からもたらされた病気も深刻な影響を与えた。天然痘は1840年代初頭から流行が始まり、1854年の流行では半年間に2,000〜3,000名の死者を出した。1820年代には10,000人を超えていた島の人口は、1850年代後半には約2,000人まで減少している。この後もインフルエンザ、はしか等の流行が散発した。
他国の影響力増大を危惧したスペインは、1870年代にポンペイをはじめとするカロリン諸島の支配を強化し、交易権の確保を図った。ドイツはこれに反発して、1885年に戦艦を送りポンペイの領有を宣言した。これに対しては、教皇レオ13世の仲裁でスペインとの和解が成立し、ドイツは見返りとしてこの海域での交易権と漁業権を得ている。
翌1886年にスペインは、現在のコロニアの地をサンティアゴ・デ・ラ・アセンシオン (Santiago de la Ascension) と名付け、政庁を置いて正式領有を宣言した。ここにポンペイの100年に及ぶ外国支配が始まる。
スペインは性急な植民地政策の確立を図ったが、上述の伝染病流行等の不安定な社会状況や、伝統的な首長制度との確執により、大きな成果は得られなかった。
1898年、米西戦争の敗戦により、スペインはこの地域の権勢を失い、これを受けて1899年にドイツがグアムを除くマリアナ諸島、マーシャル諸島とともにカロリン諸島の権益を2,500万ペセタで買収した。「ポナペ」の名前はドイツ占領時代に付けられたものである。ポンペイにおけるドイツの植民地政策は、当初はコプラ産業の振興等、経済発展を視野に入れた懐柔政策だったものの、次第に伝統への介入・否定や、インフラ整備のための強制労働の法制化等、締め付けの厳しいものになり、住民の不満が高まっていった。その中、1910年10月にはソケースの有力者が労働拒否により笞刑に処されたのをきっかけとして、住民が蜂起するソケースの反乱（en:Sokehs Rebellion）が起こった。知事らを殺害されたドイツ側はドイツ東洋艦隊より防護巡洋艦「エムデン」を出動する大掛かりな鎮圧により、翌1911年2月に反乱は沈静化した。首謀者15人が処刑の上、ソケースの土地は植民地府に接収された。420名余りの住民はヤップに強制移住させられ、その一部は更にパラオの強制労働に就かされた。
1914年10月、第一次世界大戦の際に、日本は4隻の艦船をポンペイに入港、無血で占領した。大戦終決後の1920年には国際連盟によって、日本の委任統治（C式委任統治）が認められた。日本の占領政策はこれまでの支配と異なり、同化政策をとったが島民に日本国籍は与えられなかった（婚姻は別）。
委任統治下で近代的な電気や水道、学校や病院などのインフラストラクチャーの充実が進み、同時に当地での農業、漁業を中心とする殖産興業が推進された。特に1922年に南洋庁支庁の設置により、日本からの移民も多数ポンペイに入植し、1945年の終戦時点では13,000人を超す日本人が居住していた。これはパラオ、サイパンに次ぐ三番目の規模である。
日本海軍は1940年に守備隊を初めてポンペイに駐屯させたのに続き、太平洋戦争開戦後の1942年には本格的な警備隊を配備した。それ以後も陸軍、海軍が兵力を補填して、西のトラック島（チューク島）にあった海軍の一大拠点の防備を担った。これに対しアメリカ軍は1944年2月15日の大規模な空襲に始まり、5月にかけてポンペイに攻撃を加え、コロニア市街は大きな被害を受けた。トラック基地が空襲で機能を失い、主戦場がマリアナ、フィリピンに移った同年6月以降、ポンペイは輸送の途絶した状況になったが、鮮魚や芋等の食料自給が可能であったことと、それ以後大きな攻撃を受けなかったことから、終戦までの1年余り比較的平穏な状況が続いた。
1945年9月11日、ポナペ島守備隊は降伏文書に調印。守備隊の戦没者は陸軍116人、海軍190人。残った陸軍5175人、海軍1810人は、1946年1月8日までに復員を果たした。
太平洋戦争終了により、アメリカの占領が始まり、1947年に国連の信託統治領としてアメリカの統治が始まった。ポンペイはパラオ、ヤップ、トラック（チューク）とともに四つに区分けされた地区の中心として、当初から政庁が置かれた。アメリカの統治方針は「zoo theory（動物園理論）」と揶揄されるように、経済的な援助はするものの、産業育成による自立支援は行わなかった。
1965年、アメリカは国連の要請を受けて、ミクロネシア議会の発足を認めた。当初、議会はマリアナ、マーシャル、パラオを含めた形でサイパンにおいて開催され、ポンペイに移ってくるのは1977年のことである。1978年には現在の4州で連邦を構成、1979年には憲法が制定され自治政府が誕生した。1986年11月に独立してからは、ポンペイは連邦の首都機能を有している。

## 民族、言語
ミクロネシア系の住民が多い。民族としてはかつてカナカ人と呼ばれていたが、やや蔑称的に用いられた経緯から現在はあまり用いられない。一般的にはポンペイ人 (Pohnpeian) と呼ばれることが多い。カロリン人 (Carolinian) の呼称は稀である。2000年の調査では、ポンペイ島住民の出生地はポンペイ州が91%、ミクロネシア連邦の他州が4%、他の太平洋諸島が2%、フィリピン1%、アメリカ合衆国1%となっている。
公用語は英語であるが、普段の生活ではポンペイ語が広く用いられている。2000年の調査では、第一言語はポンペイ語が72%であるのに対し、英語は4%に過ぎない。この他チューク語、ピンガラップ語、モアキロア語等が用いられる。戦前生まれの人は日本語を使えるが、その数は少なくなっている。日本語から借用されて用いられている生活用語も少なくない（例: dawasi タワシ、kiuhri キューリ、sispando シシパント〈ブラジャー〉など; ポンペイ語#借用語も参照）。

## 宗教
キリスト教が広く信仰されており、2000年の調査ではカトリックが島民の56パーセント、プロテスタント系が37パーセントである。プロテスタントは会衆派教会がほとんどである。

## 教育、文化
8年制のエレメンタリー・スクールが島内に公立30校、私立が6校。高校は公立が3校、私立が4校ある。ミクロネシア連邦で唯一の大学、カレッジ・オブ・ミクロネシアの本部がパイエス（パリキールの少し先）にあり。分校がコロニアにある。
カヴァ (Piper methysticum) のことをポンペイではシャカオ（サカオ、Sakau）と言い、この根を叩いて絞り出した汁を回し飲みする、シャカオの儀式が有名である。元々は様々な儀式に用いられていたものであるが、現在では民衆に広く飲用され、コロニアをはじめ数多くのシャカオ・バーがある。沈静作用があり、眠気を催す。
コロニア西方のポラキエット地区には、ドイツ統治時代にカピンガマランギ環礁から移住してきたポリネシア系の人々の集落、通称カピンガマランギ村がある。木彫等の民芸品が有名である。
主食は米であるが、タロイモ、ヤムイモ等の芋類もよく食べられる。日本の統治時代の影響で、生の魚を刺身で食べる食文化も一般的である。

## 産業、経済
ミクロネシアで最も貨幣経済が発達しているが、伝統的な自給自足経済も混在している。生活必需品は他州と同様、多くを輸入に頼っている。主要産業はココナツ、コプラ、バナナ、タロイモ等の農産品、水産業である。近年、観光業、特にエコ・ツーリズムにも注力しつつある。石鹸、胡椒等の特産品がある。
グアム銀行の支店とミクロネシア連邦銀行の本店がコロニア市内にある。

## 自然
島中央部の熱帯雨林は1980年代からの約20年間で島の総面積の42%から15%まで減少した。これは主に森林を切り拓いてのシャカオの栽培が広がったためである。土砂の流出はマングローブ林、珊瑚礁にも影響を与えている。
知られている767種類の植物のうち、111種が固有種である。
河川には淡水産ハゼの固有種が多数存在する。
鳥類の固有種は5種。クロヒラハシ (Myiagra pluto; ポンペイ語名: koikoi) 、ポナペオウギビタキ (Rhipidura kubaryi) 、エビチャインコ (Trichoglossus rubiginosus) 、ハシナガメジロ (Rukia longirostra) 、ヒメカラスモドキ (Aplonis pelzelni) 、このうちヒメカラスモドキは絶滅が疑われている。マミムナジロバト (Gallicolumba kubaryi) はポンペイ島とチューク島のみに残存数百羽の絶滅危惧種。
在来種の哺乳類はマリアナオオコウモリ (Pteropus mariannus) 一種のみ。

## 通信、交通
ケーブルテレビ局が1局、ラジオ局が5局ある。
国内外の電話、インターネットサービスをほぼ一手に引き受ける、FSM Telecommunications Corporationの本社がコロニアにある。
第二次世界大戦前は大日本航空の飛行艇が横浜港との間を結んでいたが、現在はユナイテッド航空のアイランドホッパーのルートで、グアム島（チューク経由）から週3便が、その折り返しがホノルルから週3便と、グアムから来てグアムへ戻る夜中便が週1回ある。ポンペイ国際空港はコロニアの北西のタカチク島にあり、コロニア市街とは埋め立て道路でつながっている。IATAの空港コードはPNI。
州内の他島には、連邦政府が運航する約3ヶ月に一度の船便によって物資を輸送している。その他、米国西海岸とアジアを結ぶ国際貨物船の便も数社がポンペイを経由している。
島内を一周する道路は総延長85キロメートルで、1986年に整備完了した。公共の交通機関は無いが、乗合タクシーがその役目を果している。